# Villa André-Bloc
La Villa André-Bloc est une villa au 31, avenue Aimée-Bourreau, à Antibes sur la Côte d'Azur.

## Historique
Villa de vacances du Cap d'Antibes commandée en 1959 par André Bloc, architecte, peintre et sculpteur et fondateur en 1930 de la revue L'Architecture d'aujourd'hui à l'architecte Claude Parent et construite en 1961. Le propriétaire voulait une construction "expérimentale". Il a collaboré avec l'architecte pour l'escalier extérieur.
La villa a été inscrite au titre des Monuments historiques le 16 novembre 1989.
L'édifice a reçu le label Patrimoine du XXe siècle.

## Présentation
Manifeste de l'avant-garde, le commanditaire a voulu utiliser pour cette villa des produits de la sidérurgie moderne. Elle a été imaginée comme une "folie".